# Aloe striata
Aloe striata é uma espécie de liliopsida do gênero Aloe, pertencente à família Asphodelaceae.